# Promesse di marinaio
Promesse di marinaio, commedia musicale comica, è un film italiano del 1958 diretto da Turi Vasile, che ha curato anche la sceneggiatura. Antonio Margheriti è aiuto regista; collabora alla sceneggiatura e cura il soggetto.

## Trama
Un gruppo di marinai (Franco, Mario, Giulio, Michele, Filippo) sbarca dal cacciatorpediniere Audace in libera uscita e si diverte a fermare e corteggiare le ragazze del posto. I giovani si interessano attivamente alle sorti del loro guardamarina Luciano, a sua volta impegnato a conquistare la direttrice di un negozio di musica. Le promesse d'amore si sprecano: "promesse da marinaio", come da titolo.

## Produzione
Il regista Turi Vasile affida le musiche originali a Lelio Luttazzi. Dopo il successo di Classe di ferro, il regista gira in Puglia due film, entrambi distribuiti dalla Titanus: oltre a Promesse di Marinaio, lo stesso anno ambienta Gambe d'oro a Cerignola con lo stesso Antonio Margheriti, con la colonna sonora dello stesso musicista e lo stesso montaggista.

### Riprese
Il film è girato tutto a Taranto in Ferraniacolor, oltre che al porto (con sfondo un tramonto a pelo d'acqua sul Mar Grande), anche alla vicina stazione ferroviaria, alla partenza del treno per Roma e Milano. Alcune scene sono girate in Piazza della Vittoria: passa un uomo con l'asinello che tira un carretto con il megafono. E i marinai scherzano, cantano, ballano e fermano le ragazze. Altre sequenze sono ambientate sul lungomare della città, ai giardini con incontri tra marinai e ragazze.
Inoltre si segnala una scena sulla spiaggia di Lido Silvana (Marina di Pulsano), a 30 km a sud-est di Taranto.
Infine i marinai puliscono la nave militare.

## Distribuzione
Distribuita dalla Titanus, a partire da luglio 1958, la pellicola ottiene un grande favore di pubblico.

## Critica
Non è benevola la critica: «Memore dell'affermazione ottenuta con Classe di ferro, Vasile si è ora rivolto alla marina, presentando un altro assortimento di scalmanati e di attaccabrighe in cerca di facili avventure in terra e in mare. Il risultato è assai modesto».